# Emanoil Riegler
Emanoil Riegler (n. 5 noiembrie 1854, Grozești (astăzi comuna Oituz), județul Bacău – d. 30 august 1929, Iași) a fost un medic, farmacolog, profesor universitar la Facultatea de Medicină din Iași și membru corespondent al Academiei Române.

## Biografie
Rădăcinile familiei Riegler sunt franceze, membri ai acestei familii din Besançon, de credință protestantă, refugiindu-se în anul 1685 în Germania ca urmare a revocării de către Ludovic al XIV‑lea a Edictului de la Nantes. Georges Eduard Riegler, tatăl lui Emanoil, s-a instalat în Moldova în jurul anului 1850 și s-a căsătorit cu Paulina Wissner, cu care a avut opt copii.
Emanoil Riegler și fratele său geamăn, Mauriciu Riegler, bunicul academicianului Constantin Bălăceanu-Stolnici, au fost primii copii ai familiei Riegler. Un alt frate, Paul Riegler (1867 - 1937), a fost medic veterinar, decan al Facultății de Medicină Veterinară din București și fondator al Institutului Pasteur din București (1909).
Emanoil și Mauriciu urmează școala primară la Târgu Neamț, Seminarului „Sfântul Gheorghe” din Roman și liceul la Iași, la Liceului Național. Împreună urmează studiile medicale la Universitatea din Viena, obținând titlul de doctor în medicină în 1880.
Emanoil Riegler revine la Iași în anul 1881 și ocupă postul de profesor suplinitor al catedrei de Chimie a Facultății de Medicină, devenind anul următor profesor titular. În 1903 a înființat la Spitalul „Sf. Spiridon” Serviciul de clinică terapeutică. Emanoil Riegler a fost medic internist și profesor la Facultatea de Medicină din Iași. Preocupat de dezvoltarea asistenței medicale, el a fost organizatorul serviciului de asistență de urgență (Salvarea) în orașul Iași.
Emanoil Riegler a fost ales membru corespondent al Academiei Române în martie 1904. În perioada 1904 - 1905 el a fost președintele Societății de Medici și Naturaliști din Iași, societate ce publică Revista Medico-Chirurgicală, prima revistă medicală românească.
Emanoil Riegler este creatorul metodei biuretului, o metodă biochimică de dozare a proteinelor.

## In memoriam
Drept omagiu, amfiteatrul Clinicii a III-a Medicală din Spitalul „Sfântul Spiridon” din Iași îi poartă numele.
Școala din comuna Ștefan cel Mare, județul Neamț, fostă Șerbești, construită pe terenul donat de Emanoil Riegler, poartă numele de Școala cu clasele I-VIII „Dr. Emanuiel Rigler”.